# BLU-10
BLU-10 – amerykańska napalmowa bomba zapalająca wagomiaru 250 funtów. Bomba ma korpus wykonany ze stopu aluminium napełniany w warunkach polowych 96 kg napalmu. BLU-10 nie posiada stateczników.
Wersje:
- BLU-10/B
- BLU-10A/B